# Белгород-Сумская железная дорога
Белгород-Сумская железная дорога — железная дорога Российской империи, построенная на средства частного капитала в 1901 году. Соединяла Белгород Курской губернии со станцией Басы по Харьково-Николаевской железной дороге (ветви Харьков — Ворожба); длина 139 вёрст (148 километров).

## История
Устав общества утверждён в 1899 году. Дорога выстроена в 1901 году, акционерному обществу была выдана концессия на 85 лет (до 1986 года), с правом казны выкупить дорогу в 1923 году. Сооружение дороги обошлось в 6 876 200 рублей (по 49 469 рубля на версту). Эта сумма была покрыта выпуском не гарантированных правительством акций на 2 100 000 рублей и облигационным займом в 4 776 200 рублей.
Движение по дороге было открыто в 1901 году. Дорога имела одну колею. Общая длина пути (со служебными, станционными и разъездными путями) составляла 162 версты (173 километра). Станций 9, в том числе Басы, общая с Харьково-Николаевской железной дорогой.